# 京基百納空間
京基百納空間（英文：KK Mall）位於廣東省深圳羅湖區蔡屋圍深南東路5016號，是深圳市的大型商場。項目原址為蔡屋圍，是蔡屋圍改造計劃的一部分。

## 樓層
商場每一層都以「空間」為主題，負一樓是「生活空間」，一樓「精品空間」，二樓「時尚空間」，三樓「潮流空間」，及四樓「體驗空間」。

## 商戶
深圳第一間IMAX影廳——UA KK Mall IMAX及UA KK Mall戲院設在商場四樓。
負一樓設有華潤萬家旗下blt超市，也有一些食肆如Burger King、必勝客、元氣壽司、星巴克、翡翠拉麵小籠包、麵點王等。該層也有一些時裝店如Armani Exchange、Zara、Fila、izzue。
一层则设有时装品牌Armani Collezioni等。
二樓及三樓設有跨層的Novo Concept。
商場亦引入華為旗艦店。

## 交通

### 公交車
商場鄰近深南東路，為深圳主要幹道，有多條公交路線途經：
- 3（水庫⇆購物公園）
- 101（火車站⇆動物園）
- 104（寧水花園⇆動物園）
- 113 (蓮塘⇆蛇口碼頭)
- 204 (建設路⇆蛇口碼頭)
- 223（寧水花園⇆南頭）

### 地鐵
深圳地鐵1號綫及2號綫的大劇院站亦在深南東路設有出入口。大劇院站目前已在商場負一層設出入口。

## 圖片

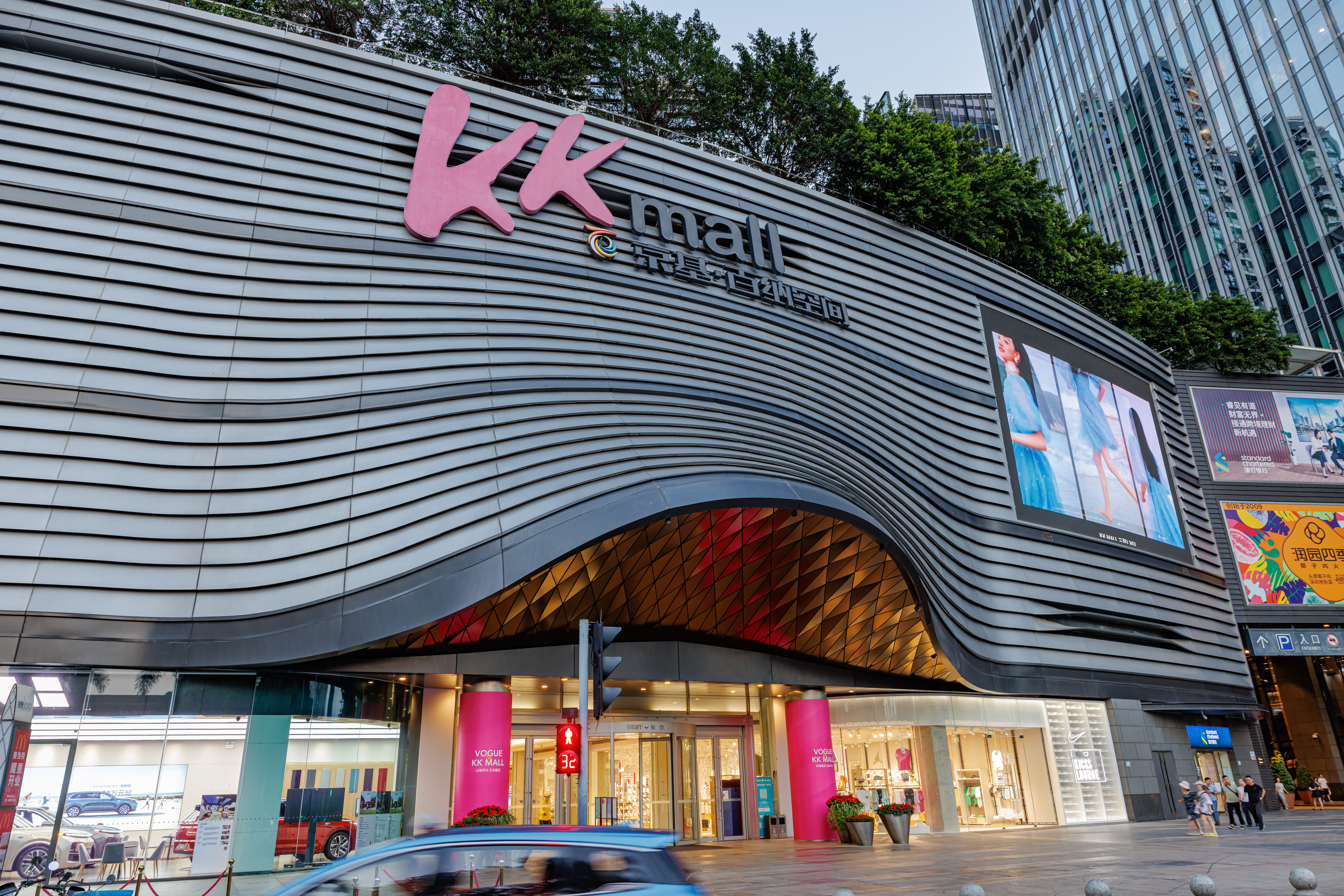
入口
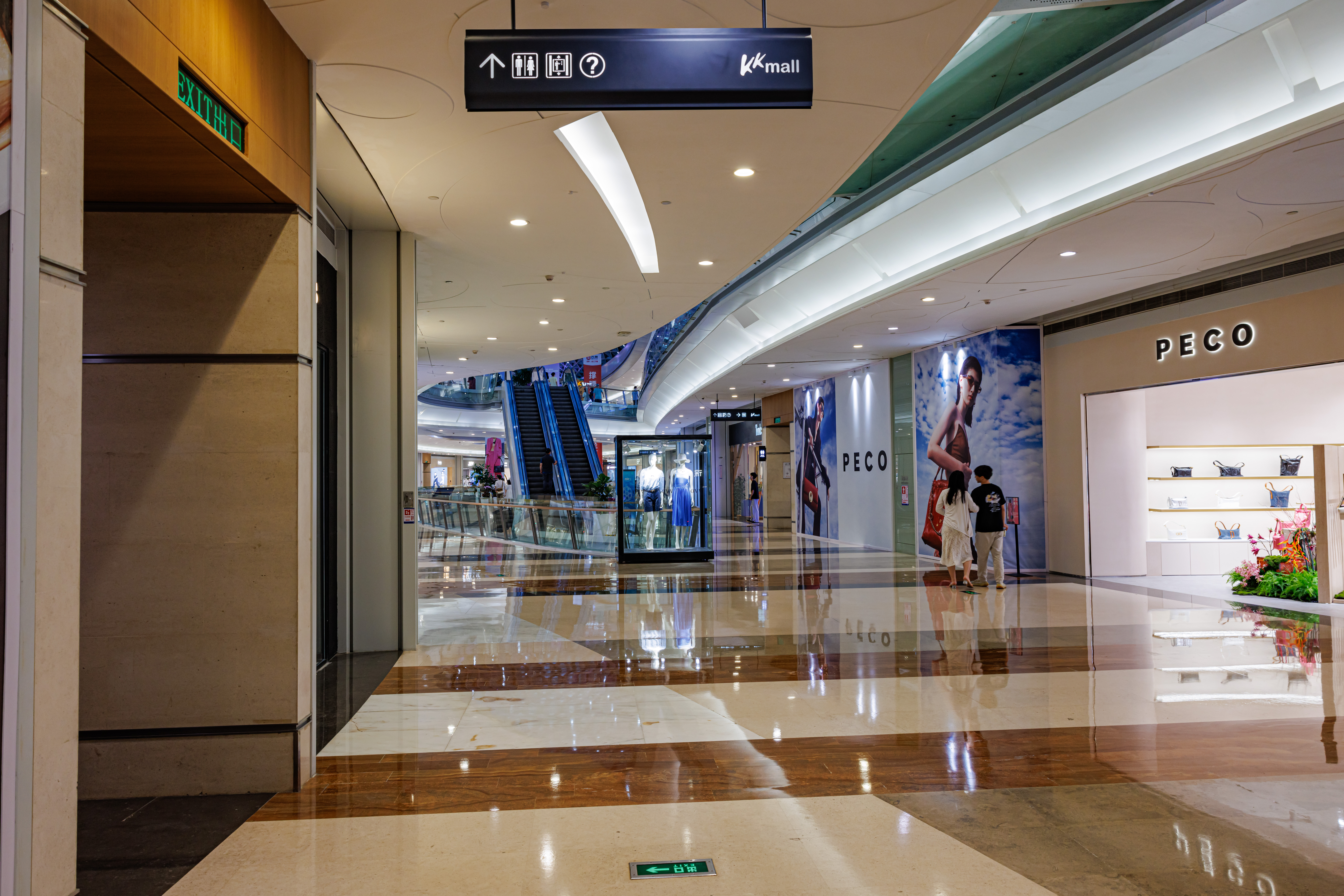
商店
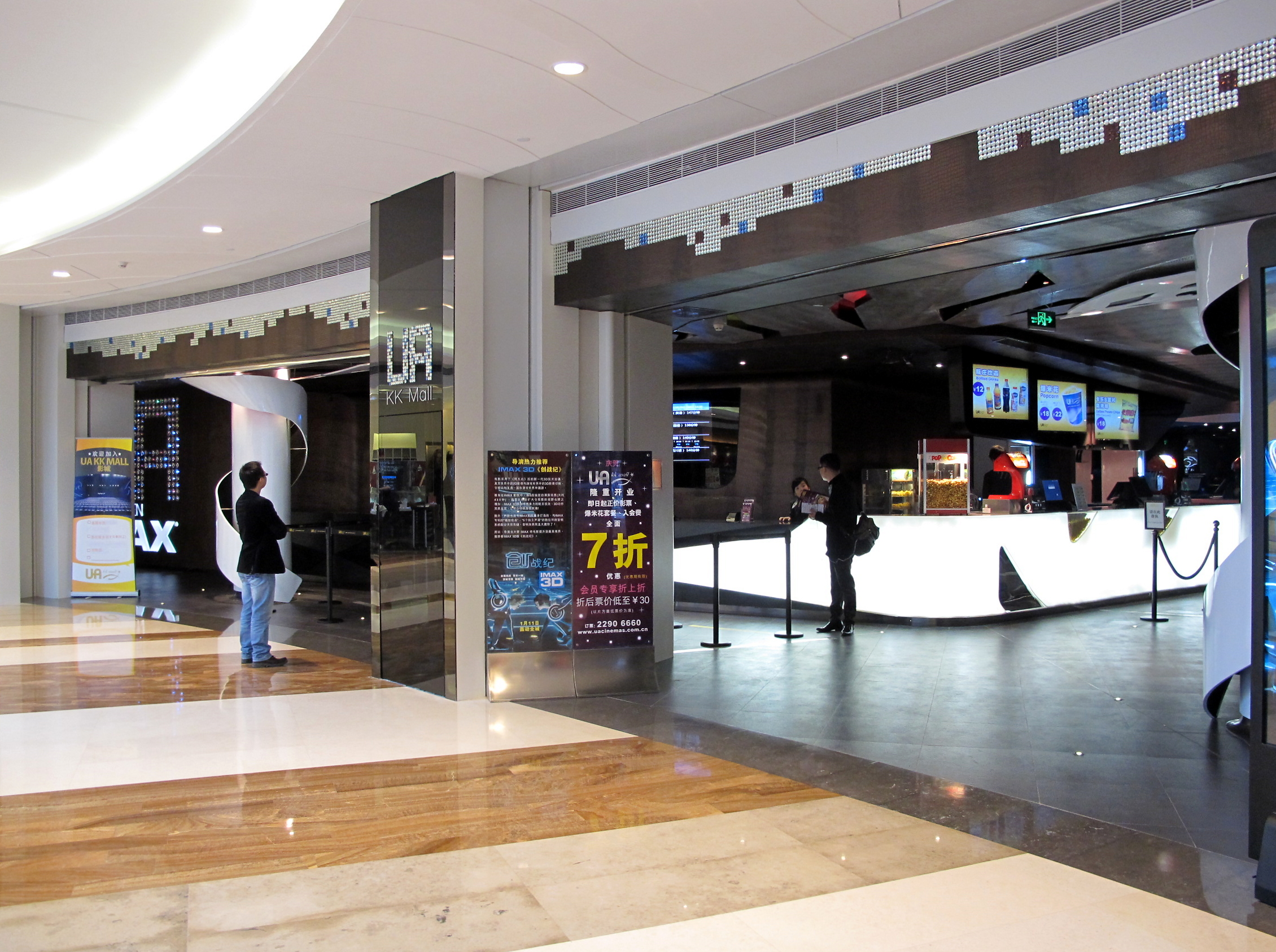
電影院